# Балобанов Олександр Миколайович
Бало́банов Олекса́ндр Микола́йович (*2 вересня 1926, село Сіяг, Нилгинський район — †13 квітня 1989, місто Іжевськ) — майстер спорту СРСР з мотокросу (1953), дворазовий чемпіон СРСР з мотокросу в особистій та командній першості (1953), чемпіон ЦС «Зеніт», ВЦСПС, РРФСР (1950).
В 1960 році закінчив Іжевський індустріальний технікум. В 1942—1989 роках працював на «Іжмаші» випробувальником мотоциклів. Один із засновників та перший директор ДЮСШ мотоспорту «Іжмаша». Суддя республіканської категорії з мотоспорту. Нагороджений медалями.